# Chrysoprasis nitidisternis
Chrysoprasis nitidisternis là một loài bọ cánh cứng trong họ Cerambycidae.